# کنزیو
کنزیو (به فرانسوی: Conzieu) یک کمون در فرانسه است که در canton of Belley واقع شده‌است.

## خصوصیات
کنزیو ۷٫۲۰ کیلومترمربع مساحت و ۱۱۹ نفر جمعیت دارد و ۳۸۰ متر بالاتر از سطح دریا واقع شده‌است.